# 巴尼亞多德奧萬塔
28°6′S 65°19′W / 28.100°S 65.317°W
巴尼亞多德奧萬塔（西班牙語：Bañado de Ovanta），是阿根廷的城鎮，位於該國西北部卡塔馬卡省，是聖羅薩縣的首府，始建於1981年，海拔高度443米，該地區的地震活動頻繁和低強度，2001年971。